# هدى (مغنية)
هدى (ولدت:1976، القاهرة) مغنية وممثلة مصرية، بدأت مشوارها الفني عن طريق الحفلات المدرسية التي كانت تقام في مدرستها الثانوية ثم درست في معهد الموسيقى العربية.

## بدايتها
أول البوم لها بالتعاون مع شركة الشرق وكان بعنوان اة منك تم إنتاج هذ الالبوم عام 2000 وقامت منة بتصوير أغنية انا بين نارين ويعتبر هذا من أول الفيديوهات التي قامت بتصويرها ثم انتقلت بعض ذلك مع شركة أخرى وقامت معها بتسجيل البوم يلا خير عام 2004 وقامت بتصوير أغنية اندهلي حد كبير اكلمة ويعتبر من أقوى الفيديوهات التي قامت بتصويرها في هذا الوقت ثم قامت بتصوير أغنية أنت لسة فاكرهالي من نفس الالبوم والتي تم تصويرها بمدينة شرم الشيخ ثم قامت بالتعاقد مع شركة ميلودي وقامت معاها بتصوير فيديو كليب بعنوان اصطبحت بوش مين عام 2005 وتم تصويرة في لبنان ثم قامت بتصوير أغنية زكي يازكي وبعضها قدمت مفأجاة لجمهورها حيث قامت بتصوير أغنية دينية بعنوان لو هصلي حيث نالت العديد من الاعجابات من الجمهور بسبب ظهورها بشكل مختلف، ثم قامت بالتجربة السينمائية في فيلم الزمهلوية وقامت فية بعمل دويتو مشترك مع المطرب ريكو وكان الدويتو بعنوان اللي يوقف الأهلي.
- أغنية انا من جبل واغنية روحي روحي من مسلسل مزاج الخير بطولة مصطفى شعبان
- أغنية خبط راسي واغنية السكر بره من مسلسل جبل الحلال بطولة الفنان الراحل محمود عبد العزيز
- أغنية عايزة الطاهر من فيلم نوم التلات بطولة هاني رمزي
- أغنية على وضعك يا كبير - من فيلم عمر الأزرق

### الالبومات
- انا من جبل
- اه منك
- اندهلي حد كبير

## الفيديو كليب
- عين ونني - الا انا - يا امي - أنت لسه فاكرهالي - اندهلي حد كبير - زكي يا زكي - انا بين نارين - لو هصلي
- ما تسال ياعم عليا مع الفنان الكبير عبد الباسط حمودة - هوبا بقي مع الفنان الكبير احمد العيسوي
- اصطبحت بوش مين - روحي روحي - كلمني - امي - شهر البركات - عادي عادي - الله على الفرحة - كل سنه - هو الخسران